# Geomalacus malagensis
Geomalacus malagensis es una especie de molusco gasterópodo de la familia Arionidae en el orden de los Stylommatophora.

## Distribución geográfica
Se encuentra en el sur de la península ibérica.